# Meyrieux-Trouet
Meyrieux-Trouet is een gemeente in het Franse departement Savoie (regio Auvergne-Rhône-Alpes) en telt 276 inwoners (1999). De plaats maakt deel uit van het arrondissement Chambéry.

## Geografie
De oppervlakte van Meyrieux-Trouet bedraagt 11,0 km², de bevolkingsdichtheid is 25,1 inwoners per km².
De onderstaande kaart toont de ligging van Meyrieux-Trouet met de belangrijkste infrastructuur en aangrenzende gemeenten.

## Demografie
Onderstaande figuur toont het verloop van het inwonertal (bron: INSEE-tellingen).